# أندريا لي
أندريا لي (بالإنجليزية: Andrea Lee)‏ هي ملاكمة تايلندية أمريكية، ولدت في 11 فبراير 1989 في تكساس في الولايات المتحدة.

## وصلات خارجية
- أندريا لي على موقع يو إف سي (الإنجليزية)
- أندريا لي على موقع شيردوغ (الإنجليزية)
- أندريا لي على موقع Tapology.com (الإنجليزية)
- أندريا لي على موقع فايت ماتريكس (الإنجليزية)
- أندريا لي على موقع IMDb (الإنجليزية)
- أندريا لي على موقع قاعدة بيانات الفيلم (الإنجليزية)